# WinHelp
Microsoft WinHelp – własnościowy format plików pomocy opracowany przez Microsoft dla systemu operacyjnego Microsoft Windows 3.x, odtwarzany za pomocą winhelp.exe (16-bit) lub winhlp32.exe. Format bazuje na RTF, a pliki mają rozszerzenie .hlp. Darmowym kompilatorem jest hcrtf.exe.
W Windows 95 i późniejszych systemach firmy WinHelp został utrzymany – zachowana jest wsteczna kompatybilność tego formatu – jednak został sukcesywnie wyparty przez nowocześniejszy HTML Help oparty na plikach HTML.